# San Andrés (Ocotlán)
San Andrés es una localidad del estado mexicano de Jalisco. Es parte del municipio de Ocotlán.

## Toponimia
El nombre «San Andrés» hace referencia al santo patrono de la localidad: Andrés Apóstol.

## Demografía
| Gráfica de evolución demográfica |
|                                  |

| Censo | Población |
| ----- | --------- |
| 1900  | 112       |
| 1910  | 438       |
| 1921  | 219       |
| 1930  | 206       |
| 1940  | 309       |
| 1950  | 198       |
| 1960  | 239       |
| 1970  | 291       |
| 1980  | 227       |
| 1990  | 259       |
| 2000  | 339       |
| 2010  | 717       |
| 2020  | 1 578     |